# Academia del Ejército Imperial Japonés

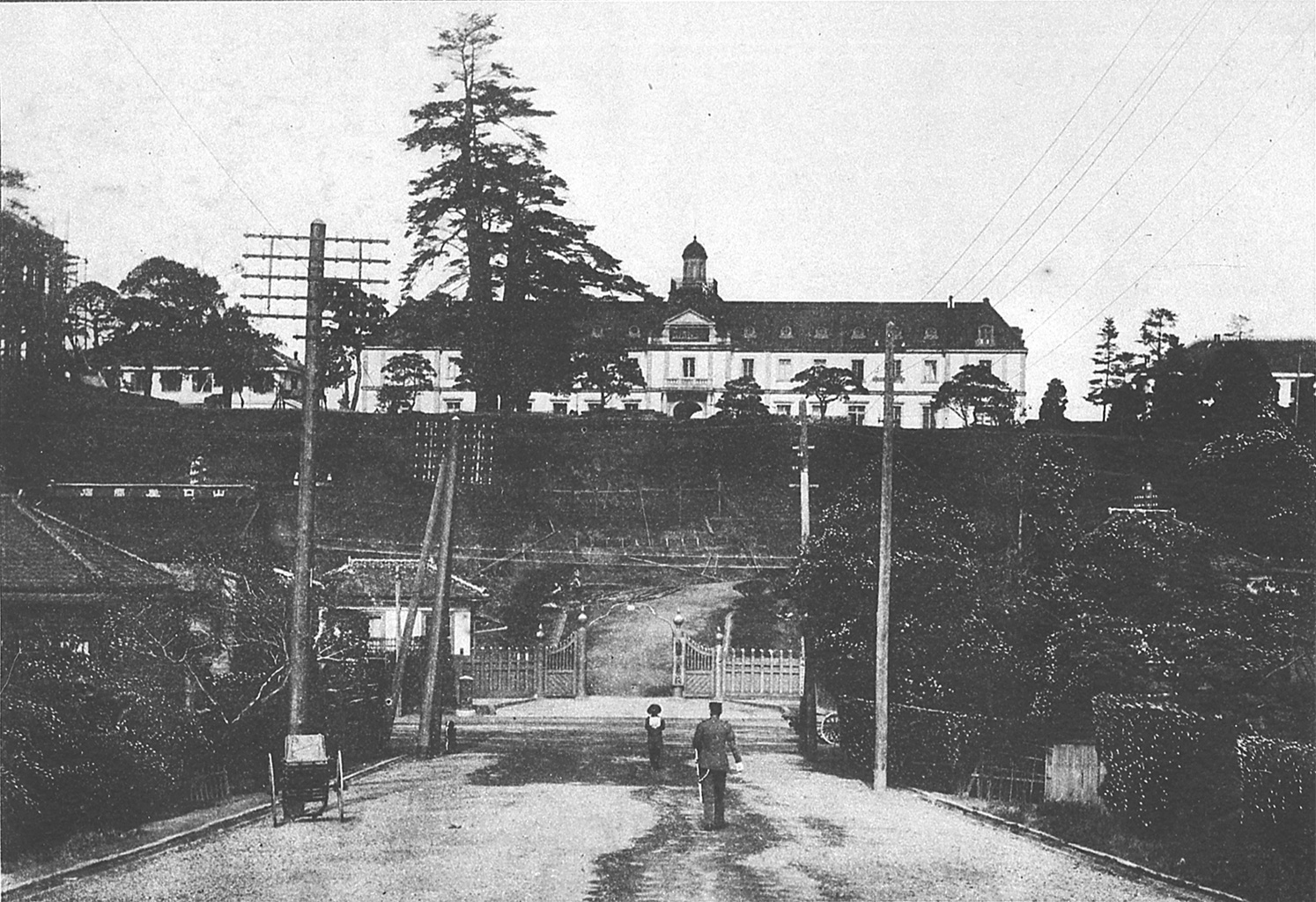
Vista de la Academia del Ejército Imperial Japonés en Tokio (1907).

La Academia del Ejército Imperial Japonés (陸軍士官学校 Rikugun Shikan Gakkō?) fue el principal centro formativo de oficiales del Ejército Imperial Japonés y una de las principales academias militares del Japón imperial. Estuvo operativa entre 1874 y 1945.

## Historia
La academia fue establecida originalmente en Kioto en 1868 bajo el nombre de Heigakkō, en plena revolución Meiji. Sin embargo, en 1874 la escuela fue reformada, renombrada y trasladada a Ichigaya, cerca de Tokio. En 1887, Terauchi Masatake fue nombrado director de la Academia. Durante los años que estuvo al frente de la academia, introdujo importantes reformas en los programas educativos del centro. No obstante, para aquella época existían otros centros formativos militares del Ejército de tierra: desde 1882 funcionaba la Escuela de Guerra del Ejército (陸軍大学校 Rikugun Daigakkō?). Mientras que la Escuela de Guerra seguía el modelo militar prusiano inspirado en la Preußische Kriegsakademie, la Academia del Ejército Imperial seguía el modelo militar francés.
Por la Academia del Ejército Imperial pasaron personalidades que posteriormente tendrían un papel destacado en la vida política y militar del país, como fue el caso del príncipe Higashikuni Naruhiko, que llegaría ser general y primer ministro. La academia también acogió a muchos alumnos extranjeros. Este fue el caso de muchos militares chinos del futuro Ejército Nacional Revolucionario, como He Yingqin, Yan Xishan o Chiang Kai-shek, que durante los primeros años del siglo XX también realizaron sus estudios en la Academia del Ejército Imperial. Otro caso significativo fue el de Aisin-Gioro Xiqia, miembro de la familia imperial china y luego figura destacada de Manchukuo.
La academia fue abolida a finales de 1945, tras la rendición de Japón y la disolución del Ejército Imperial Japonés. Sus instalaciones pasaron a ser una base militar estadounidense. En la actualidad, la institución correspondiente de la Fuerza Terrestre de Autodefensa de Japón (JGSDF) es la Academia de Defensa Nacional de Japón.